# باول فيلاند
باول فيلاند (بالإنجليزية: Paul Wieland)‏ هو سياسي أمريكي، ولد في 24 ديسمبر 1962 في مقاطعة جيفيرسون في الولايات المتحدة. حزبياً، نشط في الحزب الجمهوري. وقد انتخب عضو مجلس نواب ولاية ميسوري.